# Quadrans
Quadrans är ett romerskt bronsmynt från 250-talet f.Kr. Myntet hade en låg valör och var värt 1/4 av en As.